# Joseph Poirier
Pour les articles homonymes, voir Poirier (homonymie).
Joseph Poirier est un homme d'affaires et un homme politique canadien.

## Biographie
Joseph Poirier est né en 1840 à Grande-Anse, au Nouveau-Brunswick. Son père est Hubert Poirier. Il épouse Émilia Thériault en 1860.
Il est député de Gloucester à l'Assemblée législative du Nouveau-Brunswick de 1890 à 1895 en tant que conservateur. Il est réélu sous la bannière conservatrice en 1898 et reste député de Gloucester jusqu'en 1903. Il est aussi conseiller municipal du comté de Gloucester puis préfet en 1885.
Il est mort en 1914.